# Sara Skyttedal

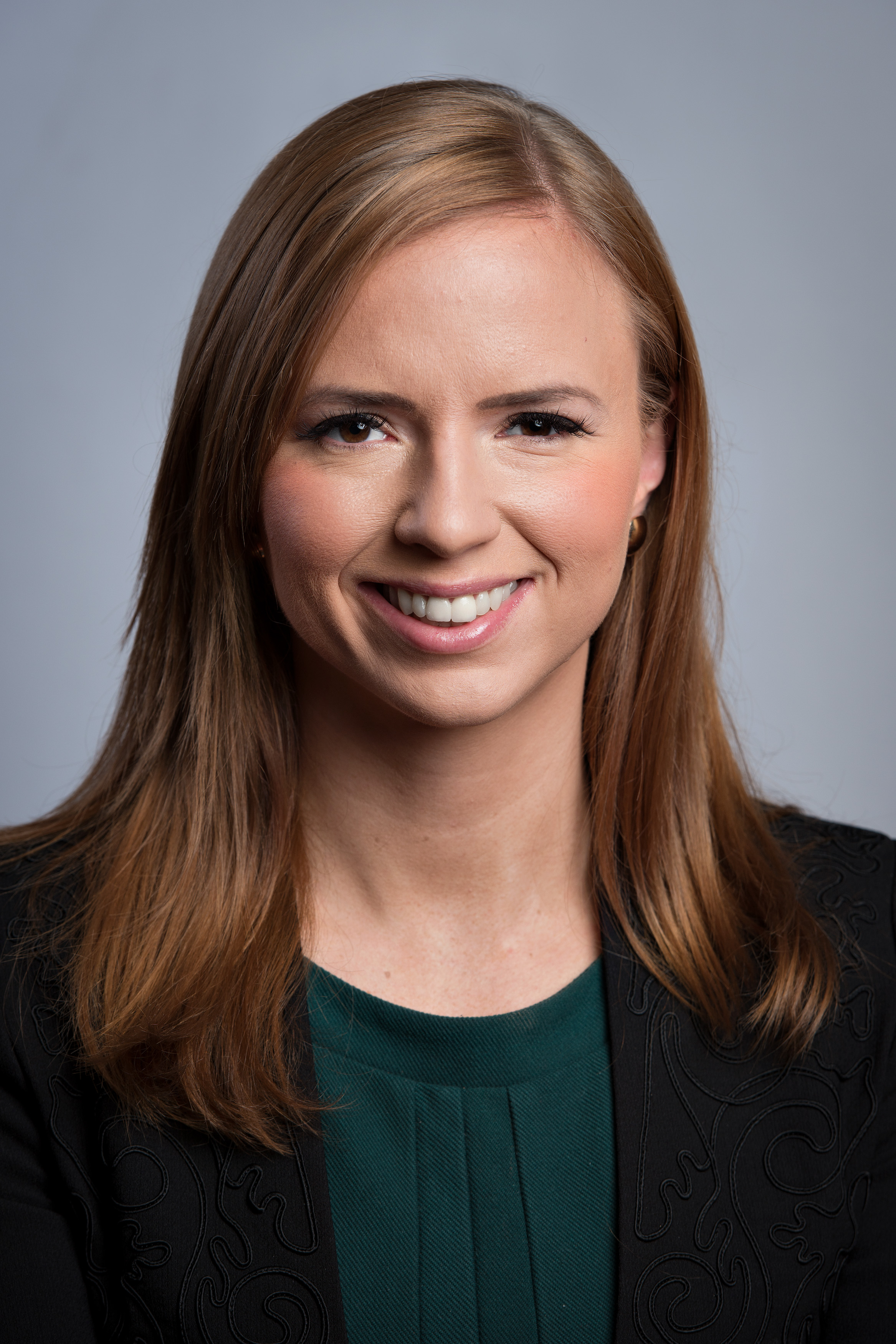
Sara Skyttedal (2016)

Sara Skyttedal (* 6. August 1986 in Tyresö) ist eine schwedische Politikerin der 2024 neu gegründeten Folklistan, zuvor war sie Mitglied der Kristdemokraterna (KD). Von 2019 bis 15. Juli 2024 war sie Mitglied des Europäischen Parlaments.

## Leben
Sara Skyttedal wuchs in Haninge auf und studierte 2006/07 an der Hochschule Södertörn und von 2007 bis 2010 Politikwissenschaft an der Universität Stockholm. Sie war unter anderem im Vertrieb und Marketing tätig.
2002 trat sie den Christdemokraten bei und war in ihrer Heimatgemeinde Haninge in der Kommunalpolitik aktiv. Von 2011 bis 2015 war sie eine der Vizepräsidentinnen der Youth of the European People’s Party (YEPP). 2013 wurde sie zur Vorsitzenden der Kristdemokratiska ungdomsförbundet (KDU), der Jugendorganisation der schwedischen Christdemokraten, gewählt. Diese Funktion übte sie bis 2016 aus. Ab 2016 war sie in Linköping in der Kommunalpolitik tätig.
Für die Europawahl in Schweden 2019 wurde sie von den Christdemokraten gemeinsam mit David Lega als Spitzenkandidatin nominiert. Skyttedal erhielt 74.325 Stimmen. In der mit 2. Juli 2019 beginnenden 9. Wahlperiode des Europäischen Parlamentes ist Skyttedal volles Mitglied im Ausschuss für Industrie, Forschung und Energie (ITRE) sowie stellvertretendes Mitglied im Ausschuss für Beschäftigung und soziale Angelegenheiten (EMPL) für die Europäischen Volkspartei (EVP) in der Fraktion der Europäischen Volkspartei (Christdemokraten).
Im Februar 2024 trat sie aus den Kristdemokraterna aus. Bei der Europawahl 2024 kandidiert sie mit einem eigenen Bündnis namens Folklistan. Nach der Wahl schied sie im Juli 2024 aus dem EU-Parlament aus.